# Труа-Виль
Труа́-Виль (фр. Trois-Villes) — коммуна во Франции, находится в регионе Аквитания. Департамент — Атлантические Пиренеи. Входит в состав кантона Монтань-Баск. Округ коммуны — Олорон-Сент-Мари.
Код INSEE коммуны — 64537.

## География
Коммуна расположена приблизительно в 690 км к югу от Парижа, в 195 км южнее Бордо, в 50 км к юго-западу от По.
На юго-западе коммуны протекает река Сезон.

### Климат
Климат тёплый океанический. Зима мягкая, средняя температура января — от +5°С до +13°С, температуры ниже −10 °C бывают редко. Снег выпадает около 15 дней в году с ноября по апрель. Максимальная температура летом порядка 20-30 °C, выше 35 °C бывает очень редко. Количество осадков высокое, порядка 1100 мм в год. Характерна безветренная погода, сильные ветры очень редки.

## Население
Население коммуны на 2010 год составляло 132 человека.
| 1962 | 1968 | 1975 | 1982 | 1990 | 1999 | 2010 |
| ---- | ---- | ---- | ---- | ---- | ---- | ---- |
| 167  | 160  | 167  | 145  | 151  | 148  | 132  |

## Администрация
| Период | Период | Фамилия       | Партия | Примечания |
| ------ | ------ | ------------- | ------ | ---------- |
| 1995   | 2003   | Жан Ютюрри    |        |            |
| 2003   | 2014   | Жан-Пьер Шаро |        |            |
| 2014   | 2020   | Жан Эчеменди  |        |            |

## Экономика
В 2010 году среди 76 человек трудоспособного возраста (15-64 лет) 60 были экономически активными, 16 — неактивными (показатель активности — 78,9 %, в 1999 году было 70,3 %). Из 60 активных жителей работали 58 человек (36 мужчин и 22 женщины), безработных было 2 (1 мужчина и 1 женщина). Среди 16 неактивных 4 человека были учениками или студентами, 7 — пенсионерами, 5 были неактивными по другим причинам.

## Достопримечательности
- Замок Элисабеа[фр.] (XVII век). Исторический памятник с 2012 года[4]

## Фотогалерея
- Мэрия
- Церковь
- Замок Элисабеа
- Фронтон (площадка для игры в пелоту)
- Военный мемориал
- Кладбище